# 南中八郡志
《南中八郡志》，又称《南中志》，是西晋時期的一本地方志。該書沒有流傳下來，可能在隋朝之前就已經消失不見。作者名叫魏完。南中八郡志大约在281年至303年之间成書，主要记载當時南中和交州的山水、风土、物产。《太平御览》中收錄了一些來自南中八郡志的字句。王叔武同樣收錄了一些南來自中八郡志的字句，並且寫成《南中八郡志叙例》。